# ФК Раднички Ковин
Фудбалски клуб Раднички Ковин је фудбалски клуб из Ковина, Србија, и тренутно се такмичи у Војвођанској лиги Исток, четвртом такмичарском рангу српског фудбала. Клуб је основан 1904. године и четврти је најстарији клуб у Србији који је активан. Боја клуба су црна и бела.
Клуб је у сезони 2011/12. заузео прво место у Подручној фудбалској лиги Панчево и пласирао се у виши ранг, Војвођанску лигу Исток.

## Новији резултати
| Сезона   | Ранг | Лига                   | Позиција | ИГ | Д  | Н | П  | ГД | ГП | ГР  | Бод | Куп                  |
| -------- | ---- | ---------------------- | -------- | -- | -- | - | -- | -- | -- | --- | --- | -------------------- |
| 2008/09. | 5    | ПФЛ Панчево            | 4.       | 30 | 12 | 8 | 10 | 62 | 39 | +23 | 44  | Није се квалификовао |
| 2009/10. | 5    | ПФЛ Панчево            | 2.       | 30 | 16 | 6 | 8  | 69 | 47 | +22 | 54  | Није се квалификовао |
| 2010/11. | 5    | ПФЛ Панчево            | 2.       | 30 | 15 | 8 | 7  | 69 | 35 | +34 | 53  | Није се квалификовао |
| 2011/12. | 5    | ПФЛ Панчево            | 1.       | 30 | 22 | 6 | 2  | 91 | 28 | +63 | 72  | Није се квалификовао |
| 2012/13. | 4    | Војвођанска лига Исток | -        | -  | -  | - | -  | -  | -  | -   | -   | -                    |